# Lluna nova (novel·la)
Lluna nova (originalment en anglès: New Moon) és una novel·la sentimental i de fantasia per a joves creada per Stephenie Meyer i publicada el 2006; és la segona part de la sèrie Crepuscle; de quatre llibres, de la qual, a més, s'ha publicat Crepuscle, Eclipsi, i Trenc d'Alba.

## Argument
Lluna Nova comença amb l'aniversari de la Bella, que així es fa més gran que l'Edward. Tot i que la Bella no desitja celebrar el seu aniversari, l'Edward i la seva germana Alice la convencen que vagi a la mansió Cullen. L'aniversari acaba en un desastre perquè la Bella es fa un tall en un dit obrint un regal. La sang descontrola el Jasper, que l'ataca, però l'Edward evita que la mossegui. Més tard, l'Edward pensa en tot allò que ha passat durant les darreres hores i decideix dir-li a la Bella que ella estaria millor i més segura sense ell. Li diu també que no la vol més i deixa Forks amb l'excusa que era per a la seva protecció. Li fa creure que ja no sent res per ella, dient-li que serà com si mai hagués existit (cosa que ella creu completament).
La Bella cau en una depressió i queda molt moixa durant uns mesos. És llavors quan el seu pare, desesperat pel seu comportament, l'amenaça d'enviar-la a viure al costat de la seva mare. La Bella intenta llavors superar la seva tristesa. Un dia, convida a la seva amiga Jessica, a qui havia deixat de veure per la seva relació amb l'Edward, a veure una pel·lícula i a anar a menjar alguna cosa. Després de mirar la pel·lícula, veuen a quatre homes fora d'un bar. Bella s'acosta a ells, sense saber molt bé per què, sentint en aquest moment la veu de Edward en el seu cap. Aviat comprèn que exposar-se al perill li permet sentir la seva veu.
Un dia, mentre Bella passa pel costat d'una casa, veu que venien dues motos, i aconsegueix que les hi acabin regalant per velles i destrossades. Per a la seva reparació recorre a demanar-li ajuda al Jacob Black, amb el qual comença a fer-s'hi molt, ja que al seu costat sentia una mica de consol. Amb ell reconstrueixen les motos, una per a cadascun, i els següents dies surten junts a caminar per la muntanya o van a provar les motos. Ella s'exposa a tal risc només per a poder escoltar la veu de l'Edward demanant-li que deixi tot això i que es cuidi. La Bella i el Jacob, després de passar moltes tardes junts en el garatge improvisant, arriben a ser amics molt propers. En la reserva quileute, a la platja de La Push, els joves de la platja practiquen el "Salt del Penya-segat" cap al mar, i la Bella vol fer el mateix, ja que és un risc per a la seva vida i un motiu més per a escoltar la veu de l'Edward.
Després d'una sortida al cinema amb el Jacob i el Mike, la Bella s'assabenta de l'amistat tan gran que té amb el Jacob. L'endemà, ella tracta de contactar amb ell, ja que havia passat un dia malalta, però ell deixa de respondre les seves crides. La Bella, incapaç de comprendre el que succeeix, comença a deprimir-se novament, fins que decideix anar a La Push i afrontar-ho. Quan la Bella hi va, el Jacob es mostra molt indiferent i ella se'n va a casa empipada. Aquella nit Jacob va a la seva habitació i li dona diverses pistes que la porten a concloure que aquest és un home llop.
Després d'això la Bella i el Jacob tornen a ser amics. La Bella coneix la seva camada i es fan amics. També descobreix que la Victoria ha tornat per a venjar-se per la mort del James, que va ser assassinat per la família Cullen. La Bella decideix practicar el salt de penya-segat sola per a tornar a escoltar la veu de l'Edward, però no s'adona que aviat hi hauria una tempesta i que la mar estava molt moguda. Quan està enfonsant-se en el mar escolta la veu d'Edward que li ordena no rendir-se i seguir nedant, però la Bella es rendeix en pensar que així el seu sofriment acabaria; no obstant això, el Jacob la salva.
En arribar a casa s'adona que potser ella pot intentar sortir amb el Jacob. Mentre pensa en la possibilitat, escolta la veu de Edward que li diu "sigues feliç".
Després d'un dia a La Push, el Jacob porta la Bella a casa seva. Un cop allà, la Bella veu fora de casa seva el Mercedes de Carlisle. Ella li demana a Jacob que la deixi anar, ell li diu que no i ella li diu que hi vol anar. El Jacob s'hi nega i però per fi deixa que la Bella hi vagi sola, després de dir-li "espero que no moris, Bella".
En entrar a casa s'adona que és l'Alice qui l'estava esperant a dins. La Bella es tira a plorar sobre l'Alice, mentre que ella li pregunta com és que està viva, si ella la va veure saltar, ja que pot veure el futur. La Bella li explica tot el que havia passat des que els Cullen se n'havien anat de Forks. Quan li explica que Jacob és un home llop, l'Alice es pregunta si va ser per això que no va veure quan la va rescatar perquè no morís ofegada, ja que Alice no pot veure en les seves visions als licàntrops. El Jacob està impacient per a veure si és veritat que la Bella encara segueix viva, però quan li truca, li penja tot seguit.
L'endemà passat de l'arribada d'Alice a Forks, el Jacob visita la Bella i li adverteix que mentre algun dels Cullen estiguin a Forks, els licàntrops no podran protegir-la. En aquest moment sona el telèfon i és el Jacob qui contesta, la Bella veu com es tiba a l'escoltar la veu de l'altre costat del telèfon i les úniques paraules que diu són "no està a casa", "ell es troba en el funeral", ja que el seu amic Harry Clearwater havia mort el dia que Bella va saltar. Quan penja, Bella li exigeix saber qui era i ell li diu que era el Carlisle, però després Alice li diu que el que de debò havia trucat era l'Edward per preguntar pel Charlie. En dir que ell estava en el funeral, l'Edward pensa que és el funeral de Bella i decideix anar rumb a Itàlia cap als Vulturis, per a suïcidar-se. L'Alice i la Bella surten en aquest mateix moment rumb a Itàlia per a impedir el pla de l'Edward: que el matin exposant-se a la llum del sol perquè la gent vegi que no és humà. En conseqüència els Vulturis l'assassinarien. Ja a Volterra, la Bella impedeix que l'Edward s'exposi a la llum del sol, però era massa tard, doncs es trobaven massa a prop dels Vulturis. Edward tracta de protegir la Bella mentre els duen a casa dels vampirs italians.
Els Vulturis, en veure-la, pensen que si és humana i sap el secret: o bé s'ha de convertir o bé ha de morir. I avisen l'Edward que si no la converteix la mataran. Llavors l'Alice els mostra una visió on la Bella és un vampir i els Vulturis els deixen marxar. A l'arriba a casa l'Edward li explica el perquè de la seva anada i ella ho entén, però li demana a l'Edward que la converteixen en vampir abans que els Vulturis la matin, però ell s'hi nega. La Bella decideix anar a casa de l'Edward per saber qui estava d'acord a convertir-la i tots hi estan d'acord excepte la Rosalie i l'Edward. En Carlise li promet a la Bella que serà ell qui la converteixi després de la graduació i ella accedeix.
En arribar a casa de la Bella, l'Edward li proposa un tracte, ell la convertirà si es casen. Al principi ella s'ho pren de broma però ell parlava de veritat. I la relació del Jacob i la Bella es deteriora quan el Jacob veu que ella i l'Edward tornen a estar bé, com si res hagués passat.